# Когото
Когото (груз. კოღოთო) — село в Грузии. Находится в Ахметском муниципалитете края Кахетия. Расположено в 14 км к востоку от города Ахмета и в 10 км к северо-западу от Телави.
Высота над уровнем моря составляет 460 метров. Население — 415 человек (2014).
В советское время село Когото (Коготи) входило в Ожиойский сельсовет Ахметского района.